# بيت الهميسي (المفلحي)

تعديل مصدري - تعديل

بيت الهميسي هي إحدى قرى عزلة المفلحي بمديرية المفلحي التابعة لمحافظة لحج، بلغ تعداد سكانها 37 نسمة حسب تعداد اليمن لعام 2004.